# زویتینه
زویتینه یک منطقهٔ مسکونی در سوریه است که در الناصره واقع شده‌است.

## خصوصیات
زویتینه ۱٬۵۴۰ نفر جمعیت دارد و ۴۲۰ متر بالاتر از سطح دریا واقع شده‌است.